# 고보 겐이치
고보 겐이치(일본어: 光法 賢一 こうぼう けんいち[*], 본명: 미네야마 겐이치 峯山賢一, 1973년 8월 18일 ~ 2021년 7월 1일)는 일본의 오즈모 리키시이다. 가고시마현 구마게군 미나미타네정에서 태어났다. 중학교를 졸업하고 미야기노베야에 입문해 스모를 시작했다. 1991년 3군 격인 마쿠시타로 승격한 뒤 점점 올라가 2001년에는 1군인 마쿠우치에 들어갔으나 이듬해 강등되었다. 2007년 다시 마쿠시타로 떨어진 뒤에 은퇴했다. 은퇴한 뒤에는 지도자로 활동했다. 2021년 코로나19 감염으로 입원했으나 5월 중순 상태가 악화되어 체외막산소공급 치료를 1개월 이상 받았다. 7월 1일 나고야시에 있는 병원에서 코로나19로 사망했다.